# 바바라 보니
바바라 보니(영어: Barbara Bonney, 1956년 4월 14일 ~ )는 미국의 소프라노 가수이다.